# Матчи сборной Москвы по футболу (1938)
Сезон 1938 года стал 32-м в истории сборной Москвы по футболу.
В нём сборная провела 3 официальных матча — все междугородние товарищеские — и 17 неофициальных.

## Классификация матчей
По установившейся в отечественной футбольной истории традиции официальными принято считать матчи первой сборной с эквивалентным по статусу соперником (сборные городов, а также регионов и республик); матчи с клубами Москвы и других городов составляют отдельную категорию матчей.
Международные матчи также разделяются на две категории: матчи с соперниками топ-уровня (в составах которых выступали футболисты, входящие в национальные сборные либо выступающие в чемпионатах (лигах) высшего соревновательного уровня своих стран — как профессионалы, так и любители) и (начиная с 1920-х годов) международные матчи с так называемыми «рабочими» командами (состоявшими, как правило, из любителей невысокого уровня).

## Статистика сезона
| 1938              |                                                 |      |
| МГ 93             | Москва — Киев                                   | 2:0  |
| Н (1)             | Москва (мол) — «Торпедо» Горький                | 4:1  |
| Н (2)             | Москва (мол) — Горький                          | 4:0  |
| Н (3)             | Москва (мол) — «Фарфоровый завод» Ликино-Дулёво | 1:1  |
| Н (4)             | Москва (мол) — Белорусская ССР                  | 4:3  |
| Н (5)             | Москва (мол) — «Спартак» Иваново                | 6:1  |
| Н (6)             | Москва (мол) — «Динамо» Иваново                 | 0:0  |
| Н (7)             | Москва (мол) — «Динамо» Днепропетровск          | 1:1  |
| Н (8)             | Москва (мол) — Днепропетровск                   | 0:0  |
| Н (9)             | Москва (мол) — «Сталь» Запорожье                | 2:1  |
| Н (10)            | Москва (мол) — «Динамо» Николаев                | 3:1  |
| Н (11)            | Москва (мол) — «Динамо» Николаев                | 1:4  |
| МГ 94             | Москва — Харьков                                | 5:2  |
| МГ 95             | Москва — Харьков                                | 3:1  |
| Н (12)            | Москва (мол) — Баку                             | 4:0  |
| Н (13)            | Москва (мол) — «Динамо» Ашхабад                 | 6:0  |
| Н (14)            | Москва (мол) — «Локомотив» Ашхабад              | 2:0  |
| Н (15)            | Москва (мол) — Сталинабад                       | 9:0  |
| Н (16)            | Москва (мол) — «Динамо» Сталинабад              | 11:1 |
| Н (17)            | Москва — «Спартак» Москва                       | 4:2  |
| Итого             |                                                 |      |
| И В Н П М         |                                                 |      |
| 3 0 10 − 3        |                                                 |      |
| 17 12 4 1 62 − 16 |                                                 |      |

## Официальные матчи

### 171. Москва — Киев — 2:0
Междугородний товарищеский матч 93 (отчет).

| Москва                            | 2:0 | Киев |
| --------------------------------- | --- | ---- |
| - В.Семёнов 14′ - Семичастный 80′ |     |      |

| Игрок               | Клуб      |     | Вышел на замену | Гол  |
| ------------------- | --------- | --- | --------------- | ---- |
| Акимов, Анатолий    | «Динамо»  |     | 3               | (-3) |
|                     |           |     |                 |      |
| Соколов, Виктор     | «Спартак» |     | 3               |      |
| Соколов, Василий    | «Спартак» |     | 1               |      |
|                     |           |     |                 |      |
| Лапшин, Алексей     | «Динамо»  |     | 22              | 4    |
| Старостин, Андрей   | «Спартак» |     | 48              | 3    |
| Елисеев, Евгений    | «Динамо»  |     | 3               |      |
|                     |           |     |                 |      |
| Семичастный, Михаил | «Динамо»  | Гол | 10              | 2    |
| Якушин, Михаил      | «Динамо»  |     | 22              | 15   |
| Семёнов, Виктор     | «Спартак» | Гол | 1               | 1    |
| Соколов, Алексей    | «Спартак» |     | 1               |      |
| Федотов, Григорий   | ЦДКА      |     | 2               | 2    |

| Киев        |  |
| ----------- |  |
| Идзковский  |  |
|             |  |
| Махиня      |  |
| Клименко    |  |
|             |  |
| Гребер      |  |
| Лившиц      |  |
| И.Кузьменко |  |
|             |  |
| Шиловский   |  |
| Н.Балакин   |  |
| Лайко       |  |
| П.Комаров   |  |
| Шацкий      |  |

### 172. Москва — Харьков — 5:2
Междугородний товарищеский матч 94 (отчет).

| Москва                                                           | 5:2 | Харьков                         |
| ---------------------------------------------------------------- | --- | ------------------------------- |
| - В.Семёнов ~5′ ~85′ - Якушин ~25′ - Федотов ~40′ - Степанов 48′ |     | - ~70′ Копейко - ~75′ В.Макаров |

| Игрок                | Клуб      |                                 | Вышел на замену | Гол  |
| -------------------- | --------- | ------------------------------- | --------------- | ---- |
| Жмельков, Владислав  | «Спартак» | Серебряный гол · Серебряный гол | 1               | (-2) |
|                      |           |                                 |                 |      |
| Соколов, Виктор      | «Спартак» |                                 | 4               |      |
| Соколов, Василий     | «Спартак» |                                 | 2               |      |
|                      |           |                                 |                 |      |
| Лапшин, Алексей      | «Динамо»  |                                 | 23              | 4    |
| Старостин, Андрей    | «Спартак» |                                 | 49              | 3    |
| Елисеев, Евгений     | «Динамо»  |                                 | 4               |      |
|                      |           |                                 |                 |      |
| Киреев, Михаил       | ЦДКА      |                                 | 2               |      |
| Рязанцев, Константин | «Торпедо» | 46'                             | 1               |      |
| Семёнов, Виктор      | «Спартак» | Гол · Гол                       | 2               | 3    |
| Якушин, Михаил       | «Динамо»  | Гол                             | 23              | 16   |
| Федотов, Григорий    | ЦДКА      | Гол                             | 3               | 3    |
| Замена               |           |                                 |                 |      |
| Степанов, Владимир   | «Спартак» | 46'                             | 18              | 9    |

| Стеценко    |     |
|             |     |
| Башкарёв    |     |
| Вас. Иванов |     |
|             |     |
| Топорков    |     |
| Б.Андреев   |     |
| Львов       |     |
|             |     |
| Ал. Федоров | 46' |
| Серов       |     |
| Горохов     |     |
| В.Макаров   | Гол |
| В.Гусаров   |     |
| Замена      |     |
| Копейко     | 46' |

### 173. Москва — Харьков — 3:1
Междугородний товарищеский матч 95 (отчет).

| Москва              | 3:1 | Харьков |
| ------------------- | --- | ------- |
| - Федотов - С.Ильин |     |         |

| Игрок                | Клуб      |                | Вышел на замену | Гол  |
| -------------------- | --------- | -------------- | --------------- | ---- |
| Жмельков, Владислав  | «Спартак» | Серебряный гол | 2               | (-3) |
|                      |           |                |                 |      |
| Соколов, Виктор      | «Спартак» |                | 5               |      |
| Соколов, Василий     | «Спартак» |                | 3               |      |
|                      |           |                |                 |      |
| Лапшин, Алексей      | «Динамо»  |                | 24              | 4    |
| Старостин, Андрей    | «Спартак» |                | 50              | 3    |
| Елисеев, Евгений     | «Динамо»  |                | 5               |      |
|                      |           |                |                 |      |
| Киреев, Михаил       | ЦДКА      |                | 3               |      |
| Рязанцев, Константин | «Торпедо» |                | 2               |      |
| Федотов, Григорий    | ЦДКА      | Гол · Гол      | 4               | 5    |
| Якушин, Михаил       | «Динамо»  |                | 24              | 16   |
| Ильин, Сергей        | «Динамо»  | Гол            | 55              | 26   |

| Харьков |  |
| ------- |  |
| ?       |  |
|         |  |
| ?       |  |
| ?       |  |
|         |  |
| ?       |  |
| ?       |  |
| ?       |  |
|         |  |
| ?       |  |
| ?       |  |
| ?       |  |
| ?       |  |
| ?       |  |

## Неофициальные матчи
1—16. Турне молодёжной сборной по СССР
| 10 окт Неоф (1) | Москва (мол) | 4:1 | «Торпедо» Горький | Горький |

| 11 окт Неоф (2) | Москва (мол) | 4:0 | Горький | Горький |

| 15 окт Неоф (3)                              | Москва (мол) | 1:1 | «Фарфоровый завод» Дулёво | Ликино-Дулёво |
|                                              |              |     | - Захаров                 |               |
| Москва (мол): Головкин - ... Никишин, Киреев |              |     |                           |               |

| 18 окт Неоф (4) | Москва (мол)                            | 4:3 | Белорусская ССР | «Динамо», Москва |
| | - Ратников - Н.Гуляев - Белоусов (пен.) |     |                 | Зрителей: 25 000 |
| Москва (мол): Головкин - Шлычков, Беспаленко - Петров, Виноградов, Жарков - Щербаков, Белоусов, Касимов, Н.Гуляев, Ратников |                                         |     |                 |                  |

| 23 окт Неоф (5) | Москва (мол) | 6:1 | «Спартак» Иваново | Иваново |

| 24 окт Неоф (6) | Москва (мол) | 0:0 | «Динамо» Иваново | Иваново |

| 29 окт Неоф (7) | Москва (мол) | 1:1 | «Динамо» Днепропетровск | Днепропетровск |

| 30 окт Неоф (8) | Москва (мол) | 0:0 | Днепропетровск | Днепропетровск |

| 2 ноя Неоф (9) | Москва (мол) | 2:1 | «Сталь» Запорожье | Запорожье |

| 6 ноя Неоф (10) | Москва (мол) | 3:1 | «Динамо» Николаев | Николаев |

| 8 ноя Неоф (11) | Москва (мол) | 1:4 | «Динамо» Николаев | Николаев |

| 15 ноя Неоф (12) | Москва (мол) | 4:0 | Баку | Баку |

| 18 ноя Неоф (13) | Москва (мол) | 6:0 | «Динамо» Ашхабад | Ашхабад |

| 19 ноя Неоф (14) | Москва (мол) | 2:0 | «Локомотив» Ашхабад | Ашхабад |

| 23 ноя Неоф (15) | Москва (мол) | 9:0 | Сталинабад | Сталинабад |

| 24 ноя Неоф (16) | Москва (мол) | 11:1 | «Динамо» Сталинабад | Сталинабад |

17. Товарищеский матч
| 18 ноя Неоф (17) | Москва              | 4:2 | «Спартак» Москва | «Динамо», Москва |
| | - Митронов - Киреев |     | - П.Корнилов     | Зрителей: 30 000 |
| Москва: Кочетов - Карелин, Лясковский - А.Лапшин, Малинин, Н.Ильин - Киреев, Митронов, Капелькин, Якушин, С.Ильин «Спартак» Москва: Квасников - Вик.Соколов, Ан.Старостин, Вас.Соколов - С.Артемьев, Н.Гуляев - Глазков, Степанов, Семёнов, П.Корнилов, П.Лапшин |                     |     |                  |                  |

## Комментарии
1. ↑  К.Есенин указывал для сборной Москвы только междугородние и международные матчи[1].
2. ↑  Г.Калянов предложил разделение матчей на официальные и товарищеские (для сборной Москвы)[2].
3. ↑  Имеется в виду сборная сильнейшего состава без формальных ограничений — в отличие от второй, третьей и т. д. (дублёров), а также ведомственных (например, сборной профсоюзов или военного ведомства).
4. ↑  Регионы бывшей РСФСР — например, сборная Северного Кавказа; республики бывшего СССР — например, сборная Украинской ССР.

### Периодика
- «Красный спорт» Москва 1938. НЭБ — rusneb.ru.
- «Физкультура и Спорт» 1938
- «Вечерняя Москва» 1938. Библиотека им.Н.А.Некрасова — electro.nekrasovka.ru.